# 巴音沟河
巴音沟河，也称安集海河，位于中华人民共和国新疆维吾尔自治区塔城地区沙湾市与乌苏市交界地区的一条河流，发源于沙湾市西南部依连哈比尔尕山北坡，由南向北流27千米后折向西北流，约4千米后左纳阿冬萨拉沟后转北流，成为沙湾与乌苏两市之间的界河，约22千米，于乌苏市巴音沟牧场附近出山口，转东北流，约15.5千米后在头道河子汇口上游约1千米处进入沙湾市，于沙湾市安集海镇元兴宫村以西转北流，约9千米后复转东北流，约8.5千米后注入安集海水库和安集海二库。山口以上河长74千米，流域面积1729平方千米，年均径流量3.45亿立方米。巴音沟和出山口附近的巴音沟牧场月牙台村建有新疆地区重要的藏传佛教承化寺。山口以下河段为著名的安集海大峡谷。沙湾市黑山头渠渠首建有国家水利风景区－巴音山庄。流域内富煤炭资源。
2019年，沙湾县发布的《宁家河、巴音沟河、板桥河河道岸线管理利用划定成果公示》中划定的巴音沟河河道岸线，上起头道河子汇入口，下止安集海二库，全长56.1千米。